# Ringenhain
Ringenhain – wieś na terenie Górnych Łużyc w kraju związkowym Saksonia w Niemczech. Obecnie wieś należy do gminy Steinigtwolmsdorf.